# Liza (lied)
Liza is een lied van de Amerikaanse componist George Gershwin op een tekst van Ira Gershwin en Gus Kahn uit de Ziegfeld-revue 'Show Girl' van 1929. Het lied - voluit: "Liza (All The Clouds’ll Roll Away)" – was de grootste hit van de revue en is in de loop der jaren een jazzstandard geworden, vooral in de Chicago-jazz, de Swing-periode en de moderne jazz. De eerste die het lied zong was Nick Lucas geassisteerd door Ruby Keeler tijdens de wereldpremière op 24 juni 1929 in Boston.

## Bijzonderheden

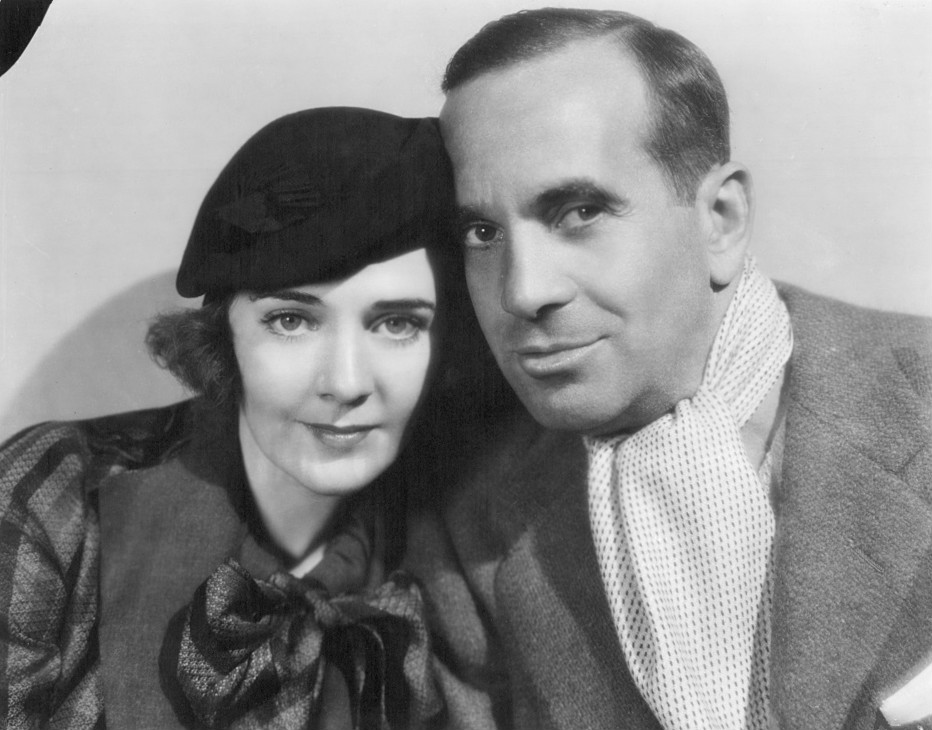
Ruby Keeler en Al Jolson in 1934

Florenz Ziegfeld wilde voor het laatste onderdeel van de show een ‘minstreel’ nummer hebben, een liefdeslied, “met honderd mooie meisjes op trappen die over het hele podium verspreid staan”. Al Jolson bezocht verschillende keren de show en telkens als het laatste nummer ‘Liza’ kwam, zong hij vanaf zijn stoel in de zaal uit volle borst mee met hoofdrolspeelster Ruby Keeler, zijn vrouw, maar in plaats van “Liza, Liza” zong hij “Ruby, Ruby”.

## Kenmerken muziek
Het lied staat in Es-majeur en heeft een alla breve maatsoort. Het tempo is matig snel en de vorm is A-A-B-A met een lengte van 32 maten. De voorzin van het refrein bestaat uit een stijgende pentatonische reeks van halve noten (“Liza, Liza, skies are gray”) begeleid door een eveneens stijgende chromatische baslijn. De pentatoniek is kenmerkend voor de stijl van Gershwin. Het luchtige couplet (“Moon shinin’ on the river”) geeft een Stephen Foster-achtige sfeer aan het geheel.

De eerste vier maten van Liza met de stijgende pentatonische reeks van halven:

## Vertolkers Jazz (selectie)
- Cannonball Adderley
- Laurindo Almeida
- Mr. Acker Bilk
- Ruby Braff
- Al Jolson
- Lew Conrad
- Smith Ballew
- George Barnes
- Willie Bryant
- Eddie Condon
- Duke Ellington
- Erroll Garner
- Benny Goodman
- Stephane Grappelli
- Al Haig
- Herbie Hancock
- Chick Corea
- Fletcher Henderson
- Stan Kenton
- Gene Krupa
- Jimmie Lunceford
- Freddie Martin
- Red McKenzie
- Thelonious Monk
- Jimmy Noone
- Red Norvo
- Oscar Peterson
- Joe Reichman
- Harald Rüschenbaum
- Gene Schroeder
- Sonny Stitt
- Art Tatum
- Ross Tompkins
- Joe Turner
- Billy Usselton
- Cedric Wallace
- Garland Wilson
- Chick Webb
- Dick Wellstood
- Teddy Wilson
- Dick Hyman
- Gene Kelly
- Leslie Caron
- Liza Minnelli

## Vertolkers Klassiek (selectie)
- Jean-Pierre Rampal
- Tashi
- Angela Brownridge
- Judy Kaye
- William Sharp
- Steven Blier
- Andrew Litton
- Peter Donahoe
- Etic Parkin
- Joanna MacGregor
- Thurston Clarinet Quartet
- François-Joël Thiollier
- Eugenie Russo
- Joshua Bell
- John Williams
- Earl Wild
- Nationaal Orkest van België
- Royal Philharmonic Orchestra
- London Symphony Orchestra
- Leonard Pennario
- Kirill Gerstein
- Claribel
- Marc-André Hamelin